# Coniophanes quinquevittatus
Coniophanes quinquevittatus (п'ятисмуга змія) — вид змій родини полозових (Colubridae). Мешкає в Мексиці і Гватемалі.

## Поширення і екологія
П'ятисмугі змії мешкають на узбережжі Мексиканської затоки в штатах Веракрус, Табаско, Кампече і Юкатан, а також в гватемальському департаменті Петен. Вони живуть у вологих тропічних лісах та на болотах, на висоті до 200 м над рівнем моря.